# Stuwdrukinlaten
Stuwdrukinlaten zijn gaten in de kuip van een motorfiets waardoor rijwind onder druk naar de airbox (luchtfilterkast) wordt gevoerd. Het werd door Kawasaki toegepast om het vermogen te vergroten, maar werd later ook populair bij andere merken.
Door de toepassing van stuwdrukinlaten komt er meer lucht (en daarmee benzine) in de motor, waardoor het systeem enigszins vergelijkbaar is met een turbocompressor. De druk ontstaat bij stuwdrukinlaten echter uitsluitend doordat de rijwind in de airbox slaat. Daarom is de vermogenswinst ook moeilijk te berekenen: als de motor op een rollenbank staat, is er geen rijwind en dus ook geen extra vermogen.